# پرستوی آندی
پرستوی آندی (نام علمی: Haplochelidon andecola) نام یک گونه از تیره پرستویان است.